# Musica pop araba
La musica pop araba (popolarmente conosciuta come Arabian pop) è un sottogenere fusion di musica pop e araba.